# 斯特金萊克鎮區 (明尼蘇達州派恩縣)
斯特金萊克鎮區（英語：Sturgeon Lake Township）是位於美國明尼蘇達州派恩縣的一個行政鎮區。

## 地方資料
斯特金萊克鎮區的面積為83.31平方千米，當中陸地面積為83.13平方千米，而水域面積為0.18平方千米。根據2020年美國人口普查的數據，當地共有人口534人，而人口密度為每平方千米6.41人。